# Luís Norton de Matos
Luís Maria Cabral Norton de Matos, noto semplicemente come Luís Norton de Matos (Lisbona, 14 dicembre 1953), è un allenatore di calcio, dirigente sportivo ed ex calciatore portoghese, di ruolo attaccante.

## Palmarès

### Giocatore

#### Competizioni nazionali
- Coppa del Belgio: 1

Standard Liegi: 1980-1981